# Głogowa (wieś w województwie łódzkim)
Głogowa – wieś w Polsce, położona w województwie łódzkim, w powiecie kutnowskim, w gminie Krośniewice.
W latach 1975–1998 miejscowość administracyjnie należała do województwa płockiego.

## Zabytki
Według rejestru zabytków Narodowego Instytutu Dziedzictwa na listę zabytków wpisane są obiekty:
- zespół dworski, XIX w., nr rej.: 648 z 29.08.1994:
  - dwór
  - park
  - ogrodzenie z bramą wjazdową